# Pseudenaria ornatipennis
Pseudenaria ornatipennis är en skalbaggsart som beskrevs av Blanchard 1851. Pseudenaria ornatipennis ingår i släktet Pseudenaria och familjen Melolonthidae. Inga underarter finns listade i Catalogue of Life.